# Александар Север
Марко Јулије Гесије Басијан Алексијан (лат. Marcus Aurelius Severus Alexander; рођен октобра 208. године, умро марта 235. године) био је римски цар од 222. године, па до своје смрти.
Након смрти Елагабала, Алексијан, већ тада био назван  Марко Аурелије Север Александар проглашен је 13. марта 222. године за новог цара. Под његовом владавином појавио се опет нешто слободе у Царству, након тираније Каракале и Елагабала. Током своје владавине, Александар је био под утицајем своје бабе Јулије Мезе и касније, након њене смрти, 224. године, под утицајем своје мајке Јулије Мамеје, које су стварно управљале Царством.

## Биографија

### Детињство
Александра Север је рођен октобра 208. године у сиријском град Арки Цезареји, као син Гесија Марцијана и Јулије Авите Мамеје. Његова мајка била је нећака Септимија Севера. Као и његов рођак Елагабал, Александар је био свештеник бога Сола Елагабала. 
221. године Елагабала је наговорила његова баба да свог рођака Александра усвоји и тако га учини наследником. Тако је Авит имао више времена да се посвети свом богу Сол Елагабалу. Али, Елагабал је брзо схватио да је Александар постао претња за њега, тако да је Јулија Мамеја морала да га заштити да га овај не би убио.
Након што је Елагабал, по плану, убијен 11. марта 222. године, Александар је, на основу усвајања, постао цар. Формално је проглашен 13. марта.

### Владарски курс
Александара Севера описивао је Касије Дион, водећи историчар оног времена, као мирног и сталоженог владара, за разлику од његовог фанатичног претходника. Александар Север се заиста у почетку потрудио да санира штету у држави коју је начинио Елагабал.
У питањима вере, Александар је и даље подржавао култ Сол Елагабала, али је неке егзотичне сиријске култове који су се раширили под Елагабалом, поново ограничио само на Сирију. Александар Север је уједно и први римски цар који је показао благонаклоност према хришћанима. Царством су кружиле гласине да је поставио кипове Аврама и Исуса поред Сократа и других светих људи у свом дворском светилишту.

#### Утицај мајке
Као тринаестогодишњак, Александар Север налазио се под утицајем моћне баке Јулије Мезе и мајке Јулије Мамеје. Иако је његова владавина делимично повратила мир и напредак царству, Александрова репутација била је нарушена услед утицаја која је његова мајка имала над њим.
На Александра Севера одлучно је утицала његова доминантна мајка. Многа важна места у држави (положај преторијанског префекта, команданта преторијанаца, додељеног познатом правнику Улпијану) она је додељивала не консултујући се уопште са сином.

#### Брак са Орбијаном
225. године ожено се Александар патрицијком Орбијаном. Изгледа да је то био брак из љубави. Али мајка се уплашила евентуалне ривалке и протерала Орбијану у Африку а затим чак и њеног оца осудила на смрт. 
То је још више угрожавало положај Александра Севера међу војском, будући да је бивши царев таст био веома популаран међу војском.

#### Невоље са војском
После развода са Орбијаном, лојалност римске војске према Александру једва да је постојале. Долазило је до честих устанака. Чак и у Риму ситуација је била напета. У таквој ситуацији стигла је вест 230. године да су Парћани, упали у римску провинцију Месопотамију. С обзиром на потешкоће у војсци а и сопствено командно неискуство, Александру није било лако да адекватно реагује. 
Тек након годину дана, у пролеће 231. године, Александар Север је кренуо према Антиохији. То је изазвало нове устанке, које је Александар ипак успео да сузбије.

#### Ратови на Истоку и Северу Царства
Александрова владавина махом је била мирна све до појаве нове династије Сасанида на истоку, који су, збацивши Арсакиде, овладали Персијом. Цар је имао успеха у походу против непријатеља и вративши се у Рим, прославио је тријумф 233. Упркос томе, у Сасанидима ће Рим добити много опаснијег противника од старог парћанског краљевства, а ратови са Сасанидском Персијом трајаће све до прве половине седмог века и појаве ислама. 
У Антиохији, након кампање против Персије, цар се упознао са чувеним Оригеном кога је Јулија Мамеја ангажовала да младог цара подучи хришћанском учењу. У међувремену, на северним границама царства Германска и Сарматска племена отпочела су инвазију. 
234. хорде варвара прешле су Рајну и Дунав што је изазвало панику чак и у самом Риму. 
Рат против Персијанаца довео је до великих губитака и војници су били деморалисани а сада су били додатно незадовољни услед варварске најезде у којој су уништена многа имања војника.

### Смрт и наследник
Цар се ставио на чело војске и пожурио на север да се обрачуна са нападачима. Римљани су се опсежно припремили за ратовање изградивши речну флотилу за превоз војника преко Рајне и Дунава. 
Али, млади цар још увек није имао довољно искуства као генерал и понадао се да ће сам призор његове војске бити довољан да се Германи предају. Александар је завео стриктну дисциплину међу војницима што је довело до побуне легија. По савету своје мајке, Александар је покушао да подмити Германе да би добио на времену. Ова одлука га је скупо стајала, легионари су изгубили поштовање према цару, сматрајући га нечасним и бојећи се да није спреман да буде цар. 
У оваквим околностима, војска је брзо потражила човека међу својим редовима који ће заменити Александра. Пронашли су га у Гају Јулију Веру Максимину, човеку ниског порекла који је својом способношћу напредовао у војсци.
Александар и његова мајка убијени су у побуни војника, 19. марта 235. у Мајнцу. Максимин је тако постао цар. Убиство Александра Севера означава крај династије Севера и почетак кризе трећег века.

## Крај Династије Севера
Са Александром Севером завршава се четрдесетдвогодишња историја династије Севера (са кратким прекидом током Макринове владавине). С почетком владавине Максимина Трачанина почиње епоха војничких царева.

## Породично стабло
|  |                                 |  |  |  |  |  |  |  |  |  |  |  |  |  |  |  |
|  | 2. Марко Јулије Гесије Марцијан |  |  |  |  |  |  |  |  |  |  |  |  |  |  |  |
|  |                                 |  |  |  |  |  |  |  |  |  |  |  |  |  |  |  |
|  |                                 |  |  |  |  |  |  |  |  |  |  |  |  |  |  |  |
|  | 1. Александар Север             |  |  |  |  |  |  |  |  |  |  |  |  |  |  |  |
|  |                                 |  |  |  |  |  |  |  |  |  |  |  |  |  |  |  |
|  |                                 |  |  |  |  |  |  |  |  |  |  |  |  |  |  |  |
|  | 6. Јулије Авит                  |  |  |  |  |  |  |  |  |  |  |  |  |  |  |  |
|  |                                 |  |  |  |  |  |  |  |  |  |  |  |  |  |  |  |
|  |                                 |  |  |  |  |  |  |  |  |  |  |  |  |  |  |  |
|  | 3. Јулија Мамеја                |  |  |  |  |  |  |  |  |  |  |  |  |  |  |  |
|  |                                 |  |  |  |  |  |  |  |  |  |  |  |  |  |  |  |
|  |                                 |  |  |  |  |  |  |  |  |  |  |  |  |  |  |  |
|  | 7. Јулија Меза                  |  |  |  |  |  |  |  |  |  |  |  |  |  |  |  |
|  |                                 |  |  |  |  |  |  |  |  |  |  |  |  |  |  |  |
|  |                                 |  |  |  |  |  |  |  |  |  |  |  |  |  |  |  |